# João (álbum)
João é o segundo extended play da cantora, compositora e produtora brasileira Patricia Marx em 26 de junho de 2020, sob o selo  LAB 344. A lista de faixas inclui cinco músicas do repertório do criador do gênero musical bossa nova, João Gilberto (1931-2019). Foi disponibilizado para download e streaming em plataformas digitais.

## Antecedentes e produção
As músicas que o compõem foram escolhidas a partir de um set list de uma série de shows que Marx fez nas cidades de Nova York, Tóquio, além do Sudeste Asiático. Um dos destaques é a canção "Brazil com S", originalmente gravada e lançada em 1982, pela cantora brasileira Rita Lee em um dueto com João Gilberto. Traz a participação de Lincoln Olivetti, com o qual Patricia gravou ainda na infância. Todas as faixas foram gravadas ao vivo no estúdio, sem edições, duas semanas antes da quarentena.
Em entrevistas, a cantora afirma que conheceu a obra de João Gilberto através de seu pai, que sempre gostou de jazz e bossa nova e que aprendeu a cantar como ele: "brincando com o tempo da música, cada versão de um jeito, dando notas longas suavemente, sem vibrato".
Ainda segundo Patrícia, João Gilberto é uma das suas maiores referências no canto, e que as harmonias vocais e instrumentais mais lindas que conhece são dele.

## Lista de faixas
- Fonte: [7]

| N.º | Título                         | Compositor(es)                                     | Duração |  |
| 1.  | "Estate"                       | Bruno Martino / Bruno Brighetti                    | 03:55   |  |
| 2.  | "Once I Loved (O amor em paz)" | Tom Jobim / Vinícius de Moraes - vrs.: Ray Gilbert | 03:11   |  |
| 3.  | "Caminhos Cruzados"            | Tom Jobim / Newton Mendonça                        | 03:20   |  |
| 4.  | "Você Vai Ver"                 | Tom Jobim                                          | 02:44   |  |
| 5.  | "Brazil Com S"                 | Rita Lee / Roberto de Carvalho                     | 02:33   |  |